# 25 Dywizja Pancerna (III Rzesza)
25 Dywizja Pancerna (niem. 25. Panzer-Division) – niemiecka dywizja pancerna z okresu II wojny światowej

## Historia
Dywizja została sformowana zgodnie z rozkazem z 25 lutego 1942 na terenie Norwegii z oddziałów zmotoryzowanych Schützen-Verband Oslo wchodzących w skład Armii „Norwegen”. Dywizją pancerną była w zasadzie tylko z nazwy, gdyż nie posiadała czołgów. Na terenie Norwegii stacjonowała do lipca 1943 roku, a następnie została przerzucona do okupowanej Francji. Na terenie Francji otrzymała też sprzęt pancerny, lecz były to tylko zdobyczne czołgi francuskie: Renault R-35, Hotchkiss H-39, Somua S-35 i B 1.
Na terenie Francji dywizja stacjonowała do końca października 1943 roku, a następnie została przerzucona na front wschodni. Pomimo sprzeciwu Generalnego Inspektora Wojsk Pancernych gen. Guderiana, który uważał, że nie jest przygotowana do walki, skierowano ją na front w rejonie Żytomierza w składzie 4 Armii Pancernej. W trakcie walk w grudniu i styczniu 1944 roku  utraciła ona prawie cały sprzęt, a jej resztki wycofały się w rejon Kamieńca Podolskiego, gdzie walczyły do kwietnia 1944 roku. Dywizję rozwiązano, jednak rozkazem z 10 maja 1944 roku sformowano ją powtórnie na terenie Francji i w czerwcu 1944 roku przerzucono do Danii, gdzie otrzymała sprzęt i rozpoczęła szkolenie.
We wrześniu 1944 roku utworzona z jej składu grupa bojowa skierowana została do okupowanej Polski. Wzięła ona udział w walkach w Warszawie przeciwko powstańcom w rejonie Marymontu (gdzie jej żołnierze dopuścili się licznych zbrodni wobec ludności cywilnej) i Żoliborza. Po zakończeniu walk w Warszawie została przerzucona na linię rzeki Narew, gdzie znajdowała się w odwodzie Grupy Armii Środek. W grudniu 1944 roku przerzucona została w rejon Radomia, gdzie pozostawała do stycznia 1945 roku.
Po rozpoczęciu ofensywy styczniowej przez Armię Czerwoną, wchodziła w skład XXXX Korpusu Pancernego i została zmuszona do odwrotu nad Odrę a następnie w kwietniu 1945 roku do Austrii, gdzie ostatecznie skapitulowała w maju 1945 roku.

## Dowództwo dywizji
Dowódcy dywizji
- gen. por. Johann Haarde (1942)
- gen. por. Adolf von Schell (1943)
- gen. wojsk panc. Georg Jauer (1943)
- gen. por. Hans Tröger (1943 – 1944)

odtworzona
- gen. mjr Oswin Grolig (1944)
- gen. mjr Oskar Audörsch (1944 – 1945)

## Struktura organizacyjna
Skład w 1942 (Norwegia)
- 146 pułk strzelców (Schützen-Regiment 146)
- 214 wzmocniony batalion pancerny (verst. Panzer-Abteilung 214)
- 514 kompania niszczycieli czołgów (Panzerjäger-Kompanie 514)
- 91 zmotoryzowana bateria dział kal. 100 mm (Batterie 10-cm Kanonen (mot) 91)

Skład w 1943 (Front wschodni)
- 9 pułk pancerny (Panzer-Regiment 9)
- 146 pułk grenadierów pancernych (Panzer-Grenadier-Regiment 146)
- 147 pułk grenadierów pancernych (Panzer-Grenadier-Regiment 147)
- 87 batalion motocyklowy (Kradschützen-Bataillon 87)
- 87 polowy batalion zapasowy (Feldersatz-Bataillon 87)
- 91 pułk artylerii pancernej (Panzer-Artillerie-Regiment 91)
- 279 dywizjon artylerii przeciwlotniczej (Heeres-Flak-Artillerie-Abteilung 279)
- 87 dywizjon niszczycieli czołgów (Panzerjäger-Abteilung 87)
- 87 pancerny batalion pionierów (Panzer-Pionier-Bataillon 87)
- 87 pancerny batalion łączności (Panzer-Nachrichten-Abteilung 87)

Skład w 1945
- 9 pułk pancerny (Panzer-Regiment 9)
- 146 pułk grenadierów pancernych (Panzer-Grenadier-Regiment 146)
- 147 pułk grenadierów pancernych (Panzer-Grenadier-Regiment 147)
- 91 pułk artylerii (Artillerie Regiment 91)
- 284 dywizjon artylerii przeciwlotniczej (Heeres-Flak-Artillerie-Abteilung 284)
- 25 pancerny batalion rozpoznawczy (Panzer Aufklarung Abteilung 25)
- 87 dywizjon niszczycieli czołgów (Panzerjäger-Abteilung 87)
- 87 pancerny batalion pionierów (Panzer-Pionier-Bataillon 87)
- 87 pancerny batalion łączności (Panzer-Nachrichten-Abteilung 87)